# Автопортрет (Тамара в зелёном «Бугатти»)
«Автопортрет (Тамара в зелёном „Бугатти“)» (фр. Autoportrait (Tamara en Bugatti verte)) — автопортрет польской художницы Тамары Лемпицкой, написанный в Париже в 1929 году. Он был создан по заказу немецкого модного журнала Die Dame, который хотел разместить это изображение на своей обложке, отмечая таким образом независимость женщин. «Тамара в зелёном „Бугатти“» стала одним из самых известных образцов портретной живописи в стиле ар-деко.

## Описание
В 1928 году Лемпицка получил заказ на написание автопортрета для обложки немецкого журнала мод Die Dame. Она изобразила себя за рулём гоночного автомобиля Bugatti, в кожаном шлеме и перчатках, закутанной в серый шарф. Лемпицка представила себя как олицетворение холодной красоты, независимости, богатства и недоступности. На самом деле у неё не было автомобиля Bugatti, она владела лишь маленьким жёлтым Renault. Этот автомобиль угнали однажды ночью, когда она встречалась с друзьями в кафе «Ротонда» на Монпарнасе.

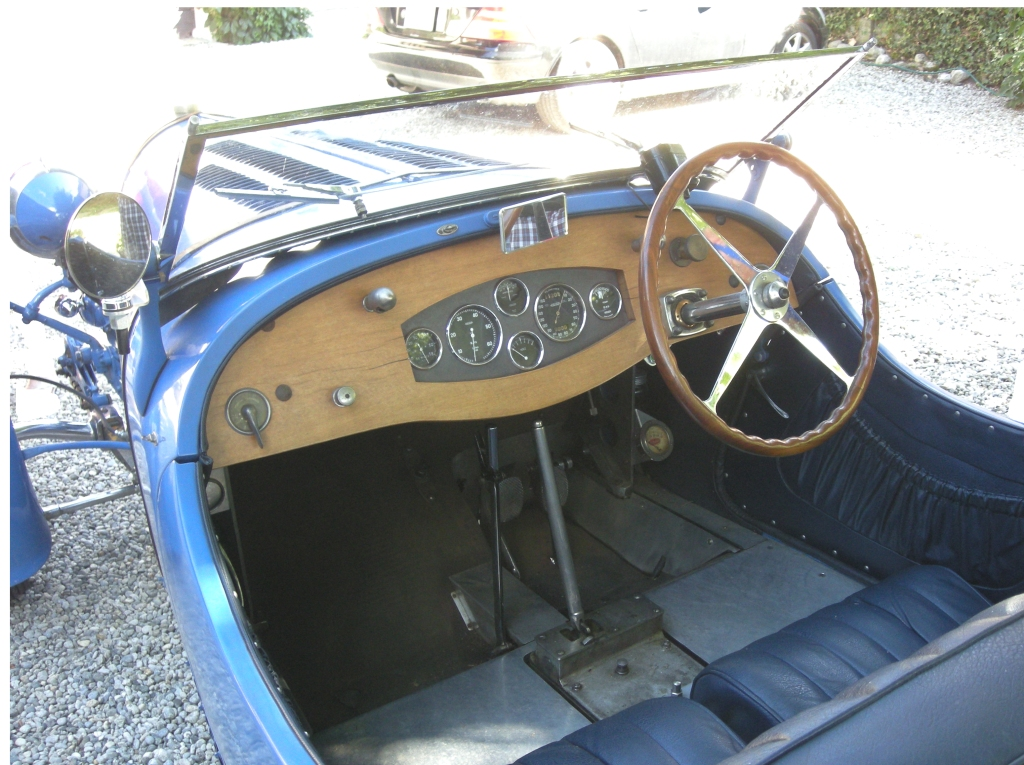
Кабина Bugatti, тип 43. Руль на ней находится справа, а не слева, как изображено на картине Лемпицкой.

На автопортрете Лемпицкой руль изображён с левой стороны автомобиля, на самом же деле у моделей Bugatti 23, 43 и 46 того периода руль находился на правой стороне.

## Влияния
Тамара Лемпицка формировала свой живописный стиль, вращаясь в среде и находясь под влиянием авангардного искусства и литературных движений неокубизма, футуризма и ар-деко «потерянного поколения». Она обучалась в Академии Рансона у Мориса Дени, от которого по её же словам переняла только навыки чертёжного мастерства. Наибольшее же влияние на стиль Лемпицкой оказал неокубист Андре Лот, который преподавал ей в Академии Гранд-Шомьер.
Весьма вероятно, что художница в качестве основы для своей картины использовала работу фотохудожника Андре Кертеша, проживавшего в Париже в 1920-х годах. Его фотография 1927 года имеет очень похожую композицию.

## Покровитель
Издательница популярного немецкого журнала мод Die Dame встретила Тамару Лемпицку в Монте-Карло, где почти разведённая баронесса находилась в отпуске, и заказала ей автопортрет для обложки будущего номера. Лемпицка изобразила на картине вместо своего жёлтого Renault зелёный Bugatti, поскольку посчитала, что зелёный Bugatti выглядит более элитарно и красиво.